# 1811
1811 (MDCCCXI) fue un año común comenzado en martes según el calendario gregoriano.

## Acontecimientos

### Enero
- 17 de enero: a 60 km al este de Guadalajara, Jalisco ―en el marco de la guerra de la Independencia mexicana―, el ejército español vence al ejército insurgente mexicano en la Batalla del Puente de Calderón.
- 19 de enero: en Paraguarí, a 62 km (en línea recta) al sureste de Asunción, las tropas de la provincia del Paraguay (al mando del gobernador español Bernardo de Velasco) vencen a las tropas enviadas por la Junta de Buenos Aires (al mando de Manuel Belgrano) en la batalla de Paraguarí.

### Marzo
- 5 de marzo: cerca de Cádiz (España) ―en el marco de la guerra de la Independencia española― se libra la batalla de Chiclana.
- 9 de marzo: en la desembocadura del río Tacuarí en el río Paraná, a 332 km al sureste de Asunción del Paraguay, el ejército realista español, dirigido por el general paraguayo Manuel Cabañas derrota al ejército independentista argentino, dirigido por el abogado y patriota Manuel Belgrano en la Batalla de Tacuarí. Muere de dos disparos en el pecho el Tamborcito de Tacuarí (Pedrito Ríos, de 12 años y medio). Concluye la Expedición de Belgrano al Paraguay.
- 28 de marzo: en Colombia, los independentistas derrotan a los españoles en la batalla del Bajo Palacé, la primera batalla en el marco de la guerra de la Independencia colombiana.

### Mayo
- 3 de mayo: en España, las Cortes de Cádiz implantan por decreto la manda pía forzosa, un tributo destinado a socorrer a los damnificados por la guerra de la Independencia española con respecto a Francia.
- 14 y 15 de mayo: en Asunción, Un grupo de militares conducidos por el doctor Rodríguez de Francia imponen al gobernador Bernardo de Velasco que se agreguen dos consocios al gobierno.  El objetivo inmediato es convocar a un Congreso general para decidir la suerte política de la provincia del Paraguay.
- 16 de mayo: cerca de Badajoz ―en el marco de la guerra de Independencia española― los españoles libran la batalla de La Albuera contra los invasores franceses.
- 18 de mayo: en el futuro Uruguay, las fuerzas revolucionarias (al mando de José Gervasio Artigas) logran su primer triunfo sobre los españoles (al mando del virrey de Elío) en la batalla de Las Piedras.
- 25 de mayo: en la Plaza de Mayo de la ciudad de Buenos Aires, los patriotas argentinos inauguran la Pirámide de Mayo en celebración del primer aniversario de la Revolución de Mayo contra los españoles.

### Julio
- 4 de julio: en Chile se celebra el Primer Congreso Nacional, presidido por Juan Antonio Ovalle.

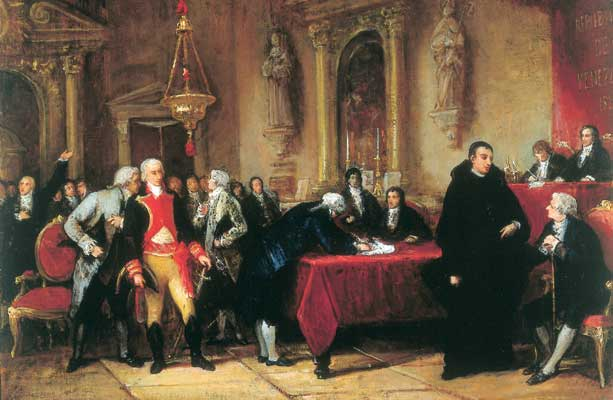
Firma del Acta de la Declaración de Independencia de Venezuela.

- 5 de julio: en Caracas (Venezuela) se firma el Acta de independencia absoluta del Reino de España. El acta se encuentra en el Palacio Federal Legislativo de Caracas.
- 14 de julio: Amedeo Avogadro publica su tesis sobre la composición molecular de los gases.
- 30 de julio: fusilamiento de Miguel Hidalgo en Chihuahua, México.

### Agosto
- 19 de agosto: se establece la Junta de Zitácuaro, primer órgano de gobierno creado por los insurgentes durante la guerra de independencia de México.
- 31 de agosto: Las Cortes de Cádiz crean la Orden de San Fernando para premiar los actos de valor heroico en tiempos de guerra.

### Septiembre
- 4 de septiembre: en Chile se produce el primer golpe de Estado de José Miguel Carrera.
- 5 de septiembre: en Chile se produce la Revolución en Concepción dirigida por Juan Martínez de Rozas.

### Octubre
- 11 de octubre: el general Mina llega a Ayerbe para sitiar y atacar a la numerosa guarnición francesa que se hallaba fortificada en el palacio del marqués de Ayerbe.
- 15 de octubre: Se promulga en Chile la ley de libertad de vientre que otorgaba libertad a los esclavos nacidos en el país, primer paso hacia la abolición de la esclavitud.
- 29 de octubre: en Cuba se desata la Tormenta de la Escarcha Salitrosa (12 días hasta el 10 de noviembre). En La Habana el huracán arrastra un bergantín hasta la falda del castillo de Atarés (terminado de construir el año anterior), a 200 metros de la costa de la ensenada de Atarés.

### Noviembre
- 5 de noviembre: en la ciudad de San Salvador, se inicia el primer movimiento independentista (conocido actualmente como el Primer Grito de Independencia de Centroamérica), que en diciembre será sofocado por las autoridades españolas.
- 11 de noviembre: en el marco de la guerra de la Independencia colombiana, Cartagena de Indias declara su independencia absoluta de España.
- 15-16 de noviembre: en Chile se produce el segundo golpe de Estado de  José Miguel Carrera.
- 27 de noviembre: las Provincias Unidas de la Nueva Granada (Hoy, Colombia) se declaran independiente de la Monarquía Hispánica.

### Diciembre
- 9 de diciembre: en Tunja (Colombia) se proclama la República de Tunja y se promulga la primera Constitución de Colombia.
- 11 de diciembre: En la ciudad de Quito se instala el Congreso Constituyente del Estado de Quito, que declara la independencia del territorio con respecto a España, nombrando a José de Cuero y Caicedo como su presidente y a varios aristócratas e ilustrados como funcionarios del nuevo Gobierno.
- 16 de diciembre: Un violento terremoto de 7,5 se siente en todo el este de los Estados Unidos, causando daños leves a estructuras y cambiando varios cursos del cauce del río Misisipi.
- 17 de diciembre: fue fundado el Municipio la Esperanza de Norte de Santander.
- 21 de diciembre: en Caracas (Venezuela), el Congreso promulga la primera Constitución de la república.

## Arte y literatura
- Jane Austen publica Sentido y sensibilidad.

## Ciencia y tecnología
- En Francia, Bernard Courtois descubre el yodo.
- En Essen (Alemania), Friedrich Krupp funda una fábrica de acero fundido.
- Avogadro desarrolla una teoría molecular.
- John Blenkinsop (1783-1831) diseña el doble cilindro en las locomotoras.
- Peter Simon Pallas describe por primera vez la foca manchada.

## Nacimientos

### Enero
- 9 de enero: Gilbert Abbott à Beckett, escritor y periodista británico (n. 1856).
- 27 de enero: Ernst Dieffenbach, geólogo y ornitólogo alemán (f. 1855).

### Febrero
- 4 de febrero: Pedro Julián Eymard, santo y presbítero católico francés (f. 1868)
- 15 de febrero: Domingo Faustino Sarmiento, escritor, político y presidente argentino (f. 1888).

### Marzo
- 9 de marzo: Emilie de Villeneuve, religiosa francesa fundadora de una congregación (f. 1854).
- 20 de marzo: Napoleón II de Francia, hijo de Napoleón Bonaparte (f. 1832).

### Junio
- 11 de junio: Visarión Belinski, crítico literario ruso (f. 1848).
- 14 de junio: Pedro Mata, periodista, escritor, político y médico español (f. 1877).

### Agosto
- 5 de agosto: Ambroise Thomas, compositor de óperas francés (f. 1896).
- 30 de agosto: Théophile Gautier, escritor francés (f. 1872).

### Octubre
- 22 de octubre: Franz Liszt, compositor húngaro (f. 1886).
- 24 de octubre: Ferdinand Hiller, compositor alemán (f. 1885).
- 25 de octubre: Évariste Galois, matemático francés (f. 1832).

### Noviembre
- 13 de noviembre: Yuri Karlovich Arnold, compositor, educador musical y musicólogo ruso (f. 1898).

## Fallecimientos

### Febrero
- 26 de febrero: Mateo de Toro Zambrano, político y militar chileno, gobernador español de Chile y presidente de la primera junta nacional de gobierno (n. 1727).

### Marzo
- 4 de marzo: Rafael Menacho, militar español (n. 1766).
- 4 de marzo: Mariano Moreno, abogado, periodista y político argentino (n. 1778).
- 11 de marzo: Pedro Ríos, el Tambor de Tacuarí (12), niño soldado argentino (n. 1798).

### Junio
- 23 de junio: Nicolau Tolentino de Almeida, poeta portugués (n. 1740).
- 26 de junio: José Mariano Jiménez, militar insurgente mexicano (n. 1771).

### Julio
- 26 de julio: Ignacio Allende, militar insurgente mexicano (n. 1769).
- 26 de julio: Juan Aldama, militar insurgente mexicano (n. 1774).
- 30 de julio: Miguel Hidalgo y Costilla, sacerdote y militar insurgente mexicano (n. 1753).

### Agosto
- 22 de agosto: Juan de Villanueva, arquitecto español (n. 1739).

### Noviembre
- 27 de noviembre: Gaspar Melchor de Jovellanos, político y escritor español (n. 1744).